# Liste der Bodendenkmäler in Jettenbach (Oberbayern)
Auf dieser Seite sind die Bodendenkmäler in der oberbayerischen Gemeinde Jettenbach zusammengestellt. Diese Tabelle ist eine Teilliste der Liste der Bodendenkmäler in Bayern. Grundlage ist die Bayerische Denkmalliste, die auf Basis des Bayerischen Denkmalschutzgesetzes vom 1. Oktober 1973 erstmals erstellt wurde und seither durch das Bayerische Landesamt für Denkmalpflege geführt wird. Die folgenden Angaben ersetzen nicht die rechtsverbindliche Auskunft der Denkmalschutzbehörde.

## Bodendenkmäler in Jettenbach
| Lage                             | Objekt | Akten-Nr.     | Bild           |
| -------------------------------- | --- | ------------- | -------------- |
| (Standort)                       | Siedlung der römischen Kaiserzeit | D-1-7840-0035 |                |
| (Standort)                       | Grabenwerk vor- und frühgeschichtlicher Zeitstellung                                                                                              | D-1-7840-0037 |                |
| Am Schloßberg 5; 4; 6 (Standort) | Untertägige mittelalterliche und frühneuzeitliche Befunde im Bereich von Schloss Jettenbach und seiner Vorgängerbauten mit barocken Gartenanlagen | D-1-7840-0182 | weitere Bilder |
| Dorfstraße 11 (Standort)         | Untertägige mittelalterliche und frühneuzeitliche Befunde im Bereich der katholischen Filialkirche St. Michael in Grafengars                      | D-1-7840-0184 |                |
| (Standort)                       | Siedlung vor- und frühgeschichtlicher Zeitstellung                                                                                                | D-1-7840-0185 |                |